# Richard Dürr
Richard Dürr (San Gallo, 1º dicembre 1938 – Losanna, 30 maggio 2014) è stato un calciatore svizzero, di ruolo centrocampista.

## Carriera

### Club
Muove i primi passi nel Brühl, club del quale suo padre è presidente. Vince poi un campionato svizzero con la maglia dello Young Boys e uno con quella del  Losanna. In seguito diventa allenatore e dirigente della compagine vodese.

### Nazionale
Ha partecipato alle rassegne mondiali del 1962 e del 1966.

## Palmarès

### Club
- Campionato svizzero: 2

Young Boys: 1959-1960
Losanna: 1964-1965
- Coppa Svizzera: 2

Losanna: 1961-1962, 1963-1964